# Nybøl Sogn
 For alternative betydninger, se Nybøl Sogn (Sydslesvig). (Se også artikler, som begynder med Nybøl Sogn (Sydslesvig))
Nybøl Sogn er et sogn i Sønderborg Provsti (Haderslev Stift).
Nybøl Sogn hørte til Nybøl Herred i Sønderborg Amt. Nybøl sognekommune blev ved kommunalreformen i 1970 indlemmet i Sundeved Kommune, der ved strukturreformen i 2007 indgik i Sønderborg Kommune.
I Nybøl Sogn ligger Nybøl Kirke.
I sognet findes følgende autoriserede stednavne:
- Bøffelkobbel (landbrugsejendom)
- Nybøl (bebyggelse, ejerlav)
- Nybøl Mølle (bebyggelse)
- Nybøl Nor (bebyggelse)
- Nybøl Vandmølle (bebyggelse)
- Nybøl Vestermark (bebyggelse)
- Nybøl Østermark (bebyggelse)
- Påkær (bebyggelse)
- Stenderup (bebyggelse, ejerlav)
- Stenderup Mose (bebyggelse)
- Stenderup Skov (areal)

## Afstemningsresultat
Folkeafstemningen ved Genforeningen i 1920 gav i Nybøl Sogn 442 stemmer for Danmark, 34 for Tyskland. Af vælgerne var 50 tilrejst fra Danmark, 26 fra Tyskland. 